# کدنیمز
کدنیمز (انگلیسی: Codenames) یک بازی کارتی است که در سال ۲۰۱۵ برای ۴ تا ۸ بازیکن طراحی شده‌است و این بازی توسط Vlaada Chvátil طراحی شده و توسط Czech Games Edition منتشر شده‌است. دو تیم با هم رقابت می‌کنند که هر کدام یک «سر جاسوس» سرنخ‌های یک کلمه‌ای می‌دهند که می‌تواند به چند کلمه روی تخته اشاره کند. سایر بازیکنان تیم سعی می‌کنند کلمات تیم خود را حدس بزنند در حالی که از صحبت‌های تیم دیگر اجتناب می‌کنند. در گونه ای دیگر از این بازی با ۲ تا ۳ بازیکن، یک سرجاسوس سرنخ‌هایی را به بازیکن یا بازیکنان دیگر می‌دهد.
در سال ۲۰۱۶، Codenames برنده جایزه Spiel des Jahres برای بهترین بازی رومیزی سال شد.

## قوانین
کدنیمز یک بازی حدس زدن است که نام رمز (یعنی کلمات) در یک مجموعه مربوط به یک کلمه اشاره شده توسط بازیکن دیگر است.
بازیکنان به دو تیم تقسیم می‌شوند: قرمز و آبی. یک بازیکن از هر تیم به عنوان سرجاسوس تیم انتخاب می‌شود. بقیه عاملین میدانی هستند.

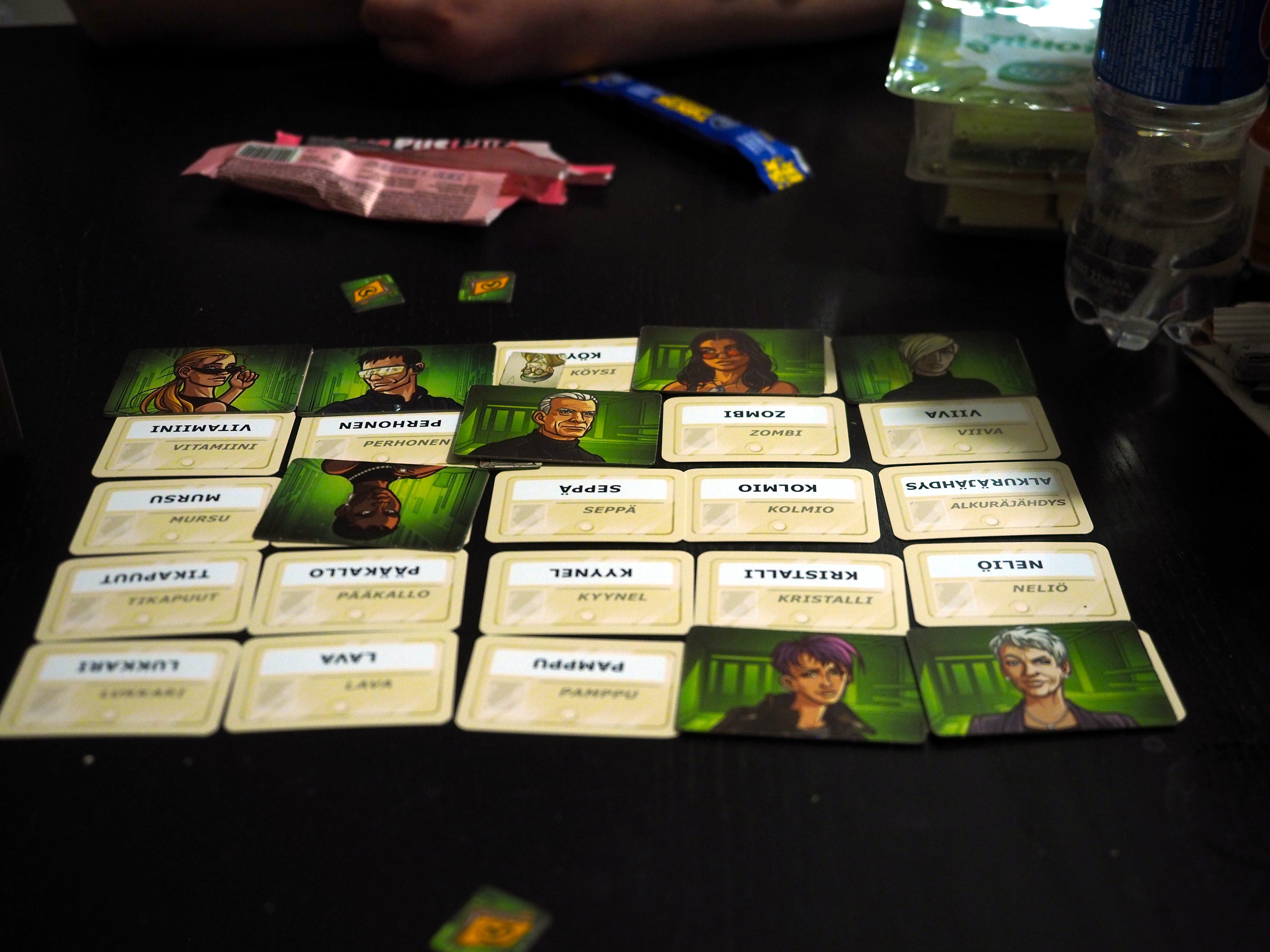
کدنیمز: Duet نسخه ای مشترک از بازی است که در آن هر دو بازیکن برای رسیدن به یک هدف مشترک تلاش می‌کنند.

Codenames: Duet در سال ۲۰۱۷ به صورت دو نفره و نسخه مشترک بازی پایه با ۴۰۰ کارت کلمه جدید منتشر شد.

## مقبولیت
این بازی در رتبه‌بندی بازی‌های BoardGameGeek در تمام دوران‌ها به جایگاه هفدهم (از بیش از ۸۴۰۰۰) و رتبه اول در رتبه‌بندی پارتی بازی‌های BGG رسید.
Codenames برنده جایزه Origins برای بهترین بازی خانوادگی، بازی خانوادگی مورد علاقه طرفداران، و بازی سال برای سال ۲۰۱۵ شد.